# Valerio Aspromonte
Valerio Aspromonte (né le 16 mars 1987 à Rome) est un fleurettiste italien.

## Palmarès
En 2006, il remporte le titre lors des Championnats du monde juniors d'escrime.
Vice-champion d'Europe à Leipzig 2010 (battu par Andrea Baldini en finale) à sa première participation dans ces Championnats, il conquiert la médaille d'or par équipes dans la même compétition.
Il remporte plus tard dans la saison une médaille d'argent lors de la compétition par équipe des Championnats du monde 2010 disputés à Paris.
Il remporte également de nombreuses médailles dans les catégories de jeunes : il remporte les deux titres mondiaux, individuel et par équipe, lors des championnats du monde juniors de 2006 à Taebaek, puis l'or par équipe et le bronze individuel l'année suivante à Belek. Son palmarès dans les compétitions européennes se compose de trois médailles de bronze et une d'argent.
Champion Olympique par équipe en 2012.